# 朝格特车齐苏木
朝格特车齐蒙古国南戈壁省的一个苏木，面积7246平方公里，人口	4042，世界上最大的未开采煤田塔温陶勒盖煤矿位于此地县治西南15公里处。

## 交通
- 塔温陶勒盖机场

## 知名人物
- 都伦金·伊德沃赫腾，蒙古国政治人物。